# Juan Miguel de San Vicente
Juan Miguel de San Vicente (Pradoluengo, província de Burgos, 1797) fou un comerciant i polític valencià d'origen burgalès, diputat i alcalde de València durant el regnat d'Isabel II d'Espanya. Li fou concedit el títol de Baró de San Vicente.
Fill d'un fabricant de baietes, el 1808 fou enviat a Madrid per estudiar. Allí li va sorprende l'aixecament del 2 de maig i als 14 anys es va incorporar al Regiment de Bureba que lluitar a la guerra del francès. Va participar en el setge del castell de Burgos (1812) i a les batalles de Vitòria, Tolosa i San Marcial, en la que fou ferit. Després de la guerra es va dedicar al comerç a Saragossa.
Durant el trienni liberal fou capità de la Milícia Nacional i el 1822 participà en accions contra els reialistes a Montalbán i a Cazorla (1823). En tornar fou fet presoner a Arnedo i empresonat un any a Saragossa. Un cop alliberat, es va instal·lar a València, on es dedicà al comerç de teixits de seda. A la mort de Ferran VII d'Espanya fou nomenat comandant i subinspector de la Milícia Nacional, càrrecs que va ocupar fins 1838. El 1836 fou escollit regidor de València, el 1843 tinent d'alcalde i de 1847 a 1850 alcalde, càrrec que repetí de gener a novembre de 1854. El seu mandat es va distingir per la construcció d'obres públiques, la creació d'una banda municipal i el nomenament de Vicent Boix i Ricarte cronista oficial de la ciutat de València.
També fou vicepresident de la Diputació de València i escollit diputat a les Corts Espanyoles pel districte de Gandia (1847-1850) en substitució de Luis Mayans y Enríquez de Navarra i pel d'Alzira (1857-1858). En 1865 va obtenir en unes eleccions parcials al barri de Sant Vicent nova acta de Diputat a Corts en substitució de Juan Bautista Romero Almenar, però no s'ha trobat la data d'alta de l'aprovació de l'acta.